# 21664 Konradzuse
21664 Konradzuse è un asteroide della fascia principale. Scoperto nel 1999, presenta un'orbita caratterizzata da un semiasse maggiore pari a 2,6150972 UA e da un'eccentricità di 0,2069606, inclinata di 9,57719° rispetto all'eclittica.